# Piszczac
Piszczac – miasto w Polsce, położone w województwie lubelskim, w powiecie bialskim, siedziba miejsko-wiejskiej gminy Piszczac.
Miasto królewskie lokowane w 1530 roku, nazywane także niekiedy Piszczatką, położone było w powiecie brzeskolitewskim województwa brzeskolitewskiego. Został pozbawiony praw miejskich 13 stycznia 1870 i włączony do gminy Piszczac w powiecie bialskim. W latach 1867–1954 siedziba wiejskiej gminy Piszczac, 1954–1972 gromady Piszczac, a od 1973 reaktywowanej gminy Piszczac. W latach 1975–1998 należał administracyjnie do województwa bialskopodlaskiego. 1 stycznia 2024 odzyskał status miasta.
| SIMC    | Nazwa    | Rodzaj       |
| ------- | -------- | ------------ |
| 1022742 | Długa    | część miasta |
| 1023090 | Rynek    | część miasta |
| 1023115 | Szewele  | część miasta |
| 1023138 | Średnia  | część miasta |
| 1023291 | Zamoście | część miasta |

## Położenie
Pod względem historycznym Piszczac położony jest w dawnej ziemi brzeskiej, w granicach której początkowo należał do Podlasia, a następnie w 1566 wszedł w skład województwa brzeskolitewskiego i od tamtego czasu leży na Polesiu. W średniowieczu przez miasto przebiegał Szlak Jagielloński.
Piszczac leży na terenie Polesia Zachodniego, w północnym krańcu województwa lubelskiego, w powiecie bialskim. Usytuowany jest nad rzeką Lutnią. Przez terytorium gminy Piszczac przebiega najważniejszy szlak kolejowy Europy – magistrala Berlin – Moskwa (stacje kolejowe Chotyłów i Dobrynka). Od strony wschodniej dociera do niej szeroki tor łączący gminę z siecią kolejową Republiki Białoruskiej oraz innych państw byłego ZSRR (teren portu przeładunkowego Małaszewicze). Na terenie gminy nie ma dróg krajowych. Drogi wojewódzkie łączą Piszczac z Białą Podlaską – odległość 22 km, oraz przejściami granicznymi w Terespolu – 25 km, w Kukurykach – 25 km i Sławatyczach – 29 km.
Rynek, główny plac Piszczaca, ma nietypowy trójkątny zarys.

## Historia
Pierwsza wzmianka o tutejszej parafii katolickiej pochodzi z 1500 roku, w 1530 miejscowość otrzymała prawa miejskie. W Piszczacu przed 1570 istniała także prawosławna cerkiew św. Jana Chrzciciela, która po 1596 przyjęła unię. Od XVIII w. w Piszczacu działała synagoga.
Piszczac jako miasto był większym ośrodkiem administracji królewskiej. Tu bowiem znajdowały się duże składy zbożowe, do których zwożono z okolicznych królewszczyzn zboże, odstawiane następnie do Brześcia. Miasto posiadało już od XVI w. prawo do sześciu jarmarków, co dowodzi, że musiało być większym ośrodkiem życia gospodarczego. Lustracja dóbr królewskich woj. Podlaskiego w 1570 r. potwierdza przynależność dworu kijowieckiego wójtostwa dąbrowieckiego z miastem Piszczatch (Piszczac) do ekonomii brzeskiej wielkiego Księstwa Litewskiego. Miasteczko leżało na starym szlaku handlowym z Brześcia Litewskiego do Lublina. W XVII–XVIII w. w dzierżawie Radziwiłłów i ostatecznie przeszło na własność dziedziców Białej Podlaskiej, pozostając w niej aż do 1790 roku.
W 1875 władze carskie zlikwidowały unicką diecezję chełmską, w konsekwencji czego unicka parafia w Piszczacu musiała przyjąć wyznanie prawosławne. W 1892 kościół w Piszczacu został przekształcony na cerkiew, a trzy lata później rozebrany. W 1907 w miejscowości zbudowana została nowa cerkiew, którą w 1919 przejął Kościół łaciński.
Za udział mieszkańców w powstaniu styczniowym w 1869 r. Piszczac został pozbawiony praw miejskich, utworzono gminę Piszczac, następnie zdegradowany do roli osady w 1870 roku.
W czasie II wojny światowej był ośrodkiem ruchu oporu, działały tu zarówno AK, jak i GL. Z Piszczaca pochodził Jakub Aleksandrowicz ps. „Alek”, „Argentyńczyk” – organizator i dowódca oddziału partyzanckiego Gwardii Ludowej, były członek KPP i PPR, uczestnik walk w Hiszpanii (po wojnie jego imieniem nazwano plac w mieście).
W 1973 r. Piszczac został siedzibą gminy w powiecie bialskim województwa lubelskiego, od 1975 r. w województwie bialskopodlaskim. Obecnie, po reformie terytorialnej, ponownie w powiecie bialskim.
Miasto jest siedzibą gminy Piszczac. W roku 2021 liczyło 2142 mieszkańców.

## Żydzi w Piszczacu
Pierwsze dane świadczące o obecności społeczności żydowskiej w Piszczacu pochodzą z 1765 roku, choć istnieją przesłanki, by twierdzić, iż w miejscowości tej mieszkała już wcześniej większa grupa osób wyznania mojżeszowego. W późniejszych latach procent społeczności żydowskiej wśród mieszkańców Piszczaca stale wzrastał – jej przedstawiciele zajmowali się głównie rzemiosłem i handlem. W 1857 roku mieszkało w mieście niemal 500 Żydów – spora część grupy brała czynny udział w powstaniu styczniowym.
Na początku XX wieku Żydzi stanowili w Piszczacu 36% społeczeństwa. Znajdowała się tu ubojnia rytualna oraz kirkut. Do miejscowego kahału należała też synagoga w Chotyłowie, założona w 1918 roku. W 1927 roku założono żydowską bibliotekę, gdzie odbywały się lekcje języka hebrajskiego.
Piszczac został zajęty przez Niemców 8 września 1939 roku – po kilku dniach ich miejsce zajęła Armia Czerwona. Na mocy porozumień dotyczących granic okupowanych, Sowieci wycofali się na wschód, a wraz z nimi grupa około 500 Żydów. 15 października Niemcy przesiedlili rodziny żydowskie z okolicznych wiosek. Niedługo potem utworzone zostało w Piszczacu otwarte getto. Wiosną 1941 roku zostało tu przesiedlonych około 700 Żydów z innych ośrodków miejskich. Kilka miesięcy później miała miejsce pierwsza egzekucja wykonana na 4 żydowskich robotnikach. W październiku 1942 roku miały miejsce dwie egzekucje, w których zostało zastrzelonych łącznie 12 Żydów. Niebawem nastąpiła likwidacja getta. Przebywający w Piszczacu Żydzi otrzymali rozkaz stawiennictwa na głównym rynku – po selekcji niewielką grupę osób wysłano do pracy w Międzyrzecu Podlaskim, zaś pozostałych wywieziono do obozów zagłady w Sobiborze lub Treblince.

## Zabytki
- kaplica cmentarna w Piszczacu, zbudowana z drewna ok. 1800 r., wielokrotnie powiększana; na cmentarzu XIX-wieczne nagrobki[20]
- kościół parafialny Podwyższenia św. Krzyża, murowany z 1907 r., pierwotnie cerkiew
- podlaska kamienna baba – kamienny krzyż przy prezbiterium kościoła

## Sport
W Piszczacu ma swą siedzibę klub piłkarski Lutnia Piszczac, występujący w sezonie 2019/2020 w klasie okręgowej Biała Podlaska. Siedziba klubu znajduje się przy ulicy Cmentarnej.